# تسكسلت (آيت ملال)
تسكسلت هو دُوَّار يقع بجماعة آيت عيسى إححان، إقليم الصويرة، جهة مراكش آسفي في المملكة المغربية. ينتمي الدوّار لمشيخة آيت ملال التي تضم 14 دوار. يقدر عدد سكانه بـ 369 نسمة حسب الإحصاء الرسمي للسكان والسكنى لسنة 2004.

## روابط خارجية
- البوابة الوطنية للجماعات الترابية نسخة محفوظة 12 مارس 2018 على موقع واي باك مشين.
- المندوبية السامية للتخطيط